# Tony Lecce
Tony Lecce (Roma, 1º luglio 1945) è un ex calciatore italiano naturalizzato canadese, di ruolo difensore.

## Biografia
Nato in Italia, si trasferì in Canada, ottenendone anche la nazionalità.

## Carriera

### Club
Dopo aver militato nel Toronto Italia, nel 1967 viene ingaggiato dai Boston Tigers. Con i Tigers ottiene il terzo posto della Northern Division della American Soccer League 1966-1967.
L'anno dopo passa ai Toronto Falcons, nuova denominazione del Toronto Italia, con cui ottiene il terzo posto della Lakes Division della North American Soccer League 1968.
Nel 1971 torna a giocare nella North American Soccer League tra le file del Toronto Metros, club in cui militerà sino al 1973. Nel campionato 1973, dopo aver vinto al Northern Division, accede alla semifinale del torneo, perdendola contro i futuri campioni del Philadelphia Atoms.

### Nazionale
Naturalizzato canadese, Lecce giocò nove incontri con la nazionale di calcio del Canada tra il 1968 ed il 1972.

## Statistiche

### Cronologia presenze e reti in Nazionale
| Cronologia completa delle presenze e delle reti in nazionale ― Canada | Cronologia completa delle presenze e delle reti in nazionale ― Canada | Cronologia completa delle presenze e delle reti in nazionale ― Canada | Cronologia completa delle presenze e delle reti in nazionale ― Canada | Cronologia completa delle presenze e delle reti in nazionale ― Canada | Cronologia completa delle presenze e delle reti in nazionale ― Canada | Cronologia completa delle presenze e delle reti in nazionale ― Canada | Cronologia completa delle presenze e delle reti in nazionale ― Canada |
| Data                                                                  | Città                                                                 | In casa                                                               | Risultato                                                             | Ospiti                                                                | Competizione                                                          | Reti                                                                  | Note                                                                  |
| --------------------------------------------------------------------- | --------------------------------------------------------------------- | --------------------------------------------------------------------- | --------------------------------------------------------------------- | --------------------------------------------------------------------- | --------------------------------------------------------------------- | --------------------------------------------------------------------- | --------------------------------------------------------------------- |
| 6-10-1968                                                             | Toronto                                                               | Canada                                                                | 4 – 0                                                                 | Bermuda                                                               | Qual. Mondiali 1970                                                   | -                                                                     |                                                                       |
| 17-10-1968                                                            | Toronto                                                               | Canada                                                                | 4 – 0                                                                 | Bermuda                                                               | Qual. Mondiali 1970                                                   | -                                                                     |                                                                       |
| 20-10-1968                                                            | Devonshire                                                            | Bermuda                                                               | 0 – 0                                                                 | Canada                                                                | Qual. Mondiali 1970                                                   | -                                                                     |                                                                       |
| 27-10-1968                                                            | Atlanta                                                               | Stati Uniti                                                           | 1 – 0                                                                 | Canada                                                                | Qual. Mondiali 1970                                                   | -                                                                     |                                                                       |
| 20-8-1972                                                             | Saint John's                                                          | Canada                                                                | 3 – 2                                                                 | Stati Uniti                                                           | Qual. Mondiali 1974                                                   | -                                                                     |                                                                       |
| 24-8-1972                                                             | Toronto                                                               | Canada                                                                | 0 – 1                                                                 | Messico                                                               | Qual. Mondiali 1974                                                   | -                                                                     |                                                                       |
| 29-8-1972                                                             | Baltimora                                                             | Stati Uniti                                                           | 2 – 2                                                                 | Canada                                                                | Qual. Mondiali 1974                                                   | -                                                                     |                                                                       |
| 5-9-1972                                                              | Città del Messico                                                     | Messico                                                               | 2 – 1                                                                 | Canada                                                                | Qual. Mondiali 1974                                                   | -                                                                     |                                                                       |
| Totale                                                                |                                                                       | Presenze                                                              | 9                                                                     |                                                                       | Reti                                                                  | 0                                                                     |                                                                       |